# Torre de Ésera
Torre de Ésera ist ein spanisches Dorf in der Provinz Huesca der Autonomen Gemeinschaft Aragonien, das zur Gemeinde Graus gehört. Der Ort auf circa 505 Meter Höhe liegt circa drei Kilometer nördlich von Graus. Torre de Ésera hatte im Jahr 2019 54 Einwohner.

## Sehenswürdigkeiten
- Turm der Kirche Santo Tomás (Bien de Interés Cultural)
- Kirche Santa Ana
- Ermita de Santa Bárbara